# Sidó (fill de Cam)
Sidó és, segons el Gènesi, el fill primogènit de Canaan, el net de Cam, i el germà gran d'Het. Segons la Bíblia, va fundar la ciutat de Sidó. És considerat un dels patriarques.